# Trenčianske Bohuslavice
Trenčianske Bohuslavice (Hongaars: Bogoszló) is een Slowaakse gemeente in de regio Trenčín, en maakt deel uit van het district Nové Mesto nad Váhom.
Trenčianske Bohuslavice telt 905 inwoners.